# Atletica leggera ai Giochi della XV Olimpiade - 5000 metri piani

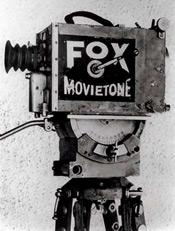
Video della Finale (filmato amatoriale)
Video della Finale (fase finale della gara)

La competizione dei 5000 metri piani maschili di atletica leggera ai Giochi della XV Olimpiade si è disputata nei giorni 22 e 24 luglio 1952 allo Stadio olimpico di Helsinki.

## L'eccellenza mondiale
| Campione olimpico 1948                              | 14'17”6 | Gaston Reiff   | Presente |
| Campione europeo 1950 e Migliore atleta in attività | 14'03”0 | Emil Zátopek   | Presente |
| Primatista stagionale                               | 14'06”6 | Herbert Schade | Presente |

1. ↑  Fino al 20 luglio 1952.

## La gara
Gaston Reiff, l'uomo che ha conquistato il titolo quattro anni prima a Londra battendo Emil Zátopek, concede la rivincita al cecoslovacco. Gli occhi degli esperti sono puntati anche sul tedesco Schade e sul francese Mimoun.
In batteria Schade migliora il primato olimpico correndo in 14'15"4.
In finale il tedesco si mette alla testa del gruppo e conduce a buon ritmo gran parte della gara. All'ultimo chilometro il campione olimpico Reiff, clamorosamente, abbandona. Alla campana dell'ultimo giro Zátopek passa a condurre con Schade e Mimoun nella sua scia. Alla fine del rettilineo opposto a quello di arrivo però viene sopravanzato dal tedesco, da Mimoun e anche dall'inglese Chataway. Solo quarto all'ultima curva, il ceco fa partire una rabbiosa volata, riprende ad uno ad uno gli avversari e va a vincere. Il cecoslovacco ha migliorato il fresco record olimpico di quasi 9 secondi.
Zátopek corre l'ultimo giro in 58"1 e gli ultimi 200 metri in 28"3.

## Risultati

### Turni eliminatori
| 3 Batterie | 22 luglio | 45 iscritti    | Si qualificano i primi 5. |
| Finale     | 24 luglio | 15 concorrenti |                           |

### Batterie
| Pos. | Atleta            | Nazione          | Tempo Ufficiale | Tempo Ufficioso |
| ---- | ----------------- | ---------------- | --------------- | --------------- |
| 1    | Alain Mimoun      | Francia          | 14'19"0         | 14'19"15        |
| 2    | Ilmari Taipale    | Finlandia        | 14'22"8         | 14'22"83        |
| 3    | Gaston Reiff      | Belgio           | 14'23"8         | 14'23"92        |
| 4    | Åke Andersson     | Svezia           | 14'25"0         | 14'25"09        |
| 5    | Gordon Pirie      | Gran Bretagna    | 14'26"2         | 14'26"47        |
| 6    | Nikifor Popov     | Unione Sovietica | 14'28"5         | 14'28"84        |
| 7    | Charles Capozzoli | Stati Uniti      | 14'39"0         | n/d             |
| 8    | August Sutter     | Svizzera         | 14'45"2         | n/d             |
| 9    | Øistein Saksvik   | Norvegia         | 14'55"4         | n/d             |
| 10   | John Landy        | Australia        | 14'56"4         | n/d             |
| 11   | Helmuth Perz      | Austria          | 14'57"2         | n/d             |
| 12   | Osamu Inoue       | Giappone         | 14'59"0         | n/d             |
| 13   | Stevan Pavlović   | Jugoslavia       | 14'59"2         | n/d             |
| 14   | József Kovács     | Ungheria         | 17'09"2         | n/d             |

| Pos. | Atleta              | Nazione          | Tempo Ufficiale | Tempo Ufficioso |
| ---- | ------------------- | ---------------- | --------------- | --------------- |
| 1    | Herbert Schade      | Germania         | 14'15"4         | 14'15"44        |
| 2    | Alan B. Parker      | Gran Bretagna    | 14'18"2         | 14'18"47        |
| 3    | Ernő Béres          | Ungheria         | 14'19"6         | 14'19"66        |
| 4    | Lucien Theys        | Belgio           | 14'22"2         | 14'21"62        |
| 5    | Eero Tuomaala       | Finlandia        | 14'26"8         | n/d             |
| 6    | Iwan Semyonov       | Unione Sovietica | 14'28"8         | n/d             |
| 7    | Alojzy Graj         | Polonia          | 14'30"0         | n/d             |
| 8    | Osman Coşgül        | Turchia          | 14'36"2         | n/d             |
| 9    | Bertil Karlsson     | Svezia           | 14'45"8         | n/d             |
| 10   | Pierre Page         | Svizzera         | 14'57"0         | n/d             |
| 11   | Ali Baghbanbashi    | Iran             | 15'03"0         | n/d             |
| 12   | Ben Ahmed Abdelkrim | Francia          | 15'10"2         | n/d             |
| 13   | David Wesley Santee | Stati Uniti      | 15'10"4         | n/d             |
| 14   | Zdravko Ceraj       | Jugoslavia       | 15'17"8         | n/d             |
| -    | Richard Ferguson    | Canada           | Rit.            | Rit.            |

| Pos. | Atleta               | Nazione          | Tempo Ufficiale | Tempo Ufficioso |
| ---- | -------------------- | ---------------- | --------------- | --------------- |
| 1    | Aleksandr Anufriev   | Unione Sovietica | 14'23"6         | 14'23"83        |
| 2    | Bertil Albertsson    | Svezia           | 14'26"0         | 14'25"80        |
| 3    | Emil Zátopek         | Cecoslovacchia   | 14'26"0         | 14'25"81        |
| 4    | Leslie Perry         | Australia        | 14'27"0         | 14'27"18        |
| 5    | Christopher Chataway | Gran Bretagna    | 14'27"8         | 14'27"35        |
| 6    | Ib Planck            | Danimarca        | 14'31"6         | 14'31"66        |
| 7    | Martin Stokken       | Norvegia         | 14'39"0         | n/d             |
| 8    | Curt Stone           | Stati Uniti      | 14'42"8         | n/d             |
| 9    | Jean Schlegel        | Francia          | 14'45"6         | n/d             |
| 10   | Kurt Rötzer          | Austria          | 14'49"4         | n/d             |
| 11   | Väinö Koskela        | Finlandia        | 14'50"8         | n/d             |
| 12   | Velimir Ilić         | Jugoslavia       | 14'51"6         | n/d             |
| 13   | Paul Frieden         | Lussemburgo      | 15'23"2         | n/d             |
| 14   | Kristján Jóhannsson  | Islanda          | 15'23"8         | n/d             |
| 15   | Alphonse Vandenrydt  | Belgio           | 15'51"2         | n/d             |
| -    | George Hoskins       | Nuova Zelanda    | Rit.            | Rit.            |

### Finale
| Pos.    | Atleta               | Età | Nazione          | Tempo Ufficiale | Tempo Ufficioso |
| ------- | -------------------- | --- | ---------------- | --------------- | --------------- |
| Oro     | Emil Zátopek         | 29  | Cecoslovacchia   | 14'06"6         | 14'06"72        |
| Argento | Alain Mimoun         | 31  | Francia          | 14'07"4         | 14'07"58        |
| Bronzo  | Herbert Schade       | 30  | Germania         | 14'08"6         | 14'08"80        |
| 4       | Gordon Pirie         | 21  | Gran Bretagna    | 14'18"0         | 14'18"31        |
| 5       | Christopher Chataway | 21  | Gran Bretagna    | 14'18"0         | 14'18"38        |
| 6       | Leslie Perry         | 29  | Australia        | 14'23"6         | 14'23"16        |
| 7       | Ernő Béres           | 23  | Ungheria         | 14'24"8         | n/d             |
| 8       | Åke Andersson        | 26  | Svezia           | 14'26"0         | n/d             |
| 9       | Bertil Albertsson    | 30  | Svezia           | 14'27"8         | n/d             |
| 10      | Aleksandr Anufriev   | 26  | Unione Sovietica | 14'31"4         | n/d             |
| 11      | Alan B. Parker       | 24  | Gran Bretagna    | 14'37"0         | n/d             |
| 12      | Ilmari Taipale       | 24  | Finlandia        | 14'40"0         | n/d             |
| 13      | Eero Tuomaala        | 25  | Finlandia        | 14'54"2         | n/d             |
| 14      | Lucien Theys         | 25  | Belgio           | 14'59"0         | n/d             |
| -       | Gaston Reiff         | 31  | Belgio           | Rit.            | Rit.            |